# 栃木市藤岡総合体育館
栃木市藤岡総合体育館（とちぎしふじおかそうごうたいいくかん）は、栃木県栃木市藤岡町藤岡にある体育館。
隣接して所在する栃木市藤岡弓道場についても併せて記述する。

## 概要
- 藤岡町総合体育館として開館したが、2010年3月29日に藤岡町が栃木市と合併したため現在の名称に改称した。
- 2011年3月11日の東日本大震災により施設が損傷。2012年6月1日より復旧工事が進められ、利用が再開された。

## 設備
- アリーナ（1,400m2）
- 柔剣道場（377m2）
- トレーニングルーム（85m2）

## 栃木市藤岡弓道場
藤岡総合体育館に隣接して所在する。管理は藤岡総合体育館が行っている。
施設規模
- 近的5人立（256.85m2）

## アクセス
- 東武鉄道日光線
藤岡駅よりふれあいバス藤岡線「藤岡総合体育館」下車。

| 乗り場         | 系統   | 主な経由地                                                                          | 行先               | 運行事業者   | 備考             |
| -------------- | ------ | ----------------------------------------------------------------------------------- | ------------------ | ------------ | ---------------- |
| 藤岡総合体育館 | 藤岡線 | 藤岡駅・藤岡総合支所・和泉駐在所・大平下駅 ・カインズモール・栃木翔南高・医師会病院 | 栃木駅南口         | ふれあいバス |                  |
| 藤岡総合体育館 | 藤岡線 | 三鴨郵便局                                                                          | 道の駅みかも       | ふれあいバス |                  |
| 藤岡総合体育館 | 藤岡線 |                                                                                     | 道の駅かぞわたらせ | ふれあいバス | 平日運行         |
| 藤岡総合体育館 | 藤岡線 |                                                                                     | 谷中湖             | ふれあいバス | 土・日・祝日運行 |